# Legendás állatok: Dumbledore titkai
A Legendás állatok: Dumbledore titkai (eredeti cím: Fantastic Beasts: The Secrets of Dumbledore) 2022-ben bemutatott brit–amerikai fantasy-kalandfilm, amelyet J. K. Rowling és Steve Kloves forgatókönyvéből David Yates rendezett. A film a 2018-as Legendás állatok: Grindelwald bűntettei című film folytatása és a Legendás állatok-filmsorozat harmadik része. A főszerepben Eddie Redmayne, Jude Law, Ezra Miller, Dan Fogler, Alison Sudol, Callum Turner, Jessica Williams, Katherine Waterston és Mads Mikkelsen látható.
A film bemutatójára az Egyesült Királyságban 2022. április 8-adikán került sor, míg az Egyesült Államokban 2022. április 15-én. A film vegyes véleményeket kapott a kritikusoktól, akik az első részhez képest előrelépésnek tartották, valamint Mikkelsen alakítása is dicsértet kapott.

## Cselekmény
A történet Grindelwald és Dumbledore beszélgetésével nyit egy étteremben. Láthatólag régóta nem látták egymást és most Gellért eljött, hogy meggyőződjön arról, hogy a vérszerződés még mindig köti-e Albust. Dumbledore elmondja, korábban amiatt támogatta Grindelwaldot, mert szerette. Grindelwald kijelenti, hogy régi tervüket mindenképp végrehajtja: felgyújtja a világot, kiirtja a muglikat és ebben Albus nem tudja megakadályozni. Majd otthagyja Dumbledore-t az égő helyiségben.
Göthe az erdőben tanúja lesz egy csilin szülésének, kikelésének és a fióka erőszakos elrablásának. Azonban az anyaállat két utódot hozott a világra.
A fiókát Gellert raboltatta el, hogy megölje és zombiként feltámassza. Így a vezetőválasztáskor a csilin majd az ő akaratának megfelelően fog választani. Köztudott, hogy a szándékot olvasni tudó lény kikeresi a jellemében magához legjobban hasonlító varázslót a jelenlévők közül, akit a többiek elfogadnak új vezetőként.
Albus hiába kéri a varázslóvilág jelenlegi vezetőjét: az a könnyebbik utat választja és az éppen letartóztatásban lévő Gellertet szabadlábra helyezi és még a választáson való részvételét is engedélyezi. Sőt, gyakorlatilag azonnal át is adja neki a hatalmat.
A mentőcsapat megalakul, Berlinben megakadályoznak egy merényletet és igyekeznek az élő csilinnel időben odaérni a választás helyszínére, ami Bhutánban, egy hegy tetején lévő kolostorban van. A szervezkedést nehezíti, hogy Gellert jövőbelátó képessége révén minden lépésüket előre tudja, így állandóan rögtönöznek, hogy a cselekvésük ne legyen kiszámítható. A választásról elkésnek, Gellértet hirdetik ki győztesnek. Ezután egy óvás jellegű közjáték következik, ahol végre megjelennek a csapat tagjai.
Credence fellázad addigi ura, Gellert ellen és elmondja hogy amelyik csilin Grindelwaldot választotta a varázsvilág vezetőjének, az valójában már nem él, amit Grindelwald irányít. A másik csilin először Albust választja, aki visszariad a feladattól, ekkor a csilin egy varázslónőt választ helyette, aki az egyik jelölt volt a posztra.

## Szereplők
| Szereplő                              | Színész             | Magyar hang        |
| ------------------------------------- | ------------------- | ------------------ |
| Göthe Salmander                       | Eddie Redmayne      | Szatory Dávid      |
| Albus Dumbledore                      | Jude Law            | Stohl András       |
| Credence Barebone/Aurelius Dumbledore | Ezra Miller         | Tasnádi Bence      |
| Jacob Kowalski                        | Dan Fogler          | Fekete Ernő        |
| Queenie Goldstein                     | Alison Sudol        | Bozó Andrea        |
| Theseus Salmander                     | Callum Turner       | Czető Roland       |
| Eulalie Hicks                         | Jessica Williams    | Bogdányi Titanilla |
| Porpentina Goldstein                  | Katherine Waterston | Sipos Eszter Anna  |
| Gellert Grindelwald                   | Mads Mikkelsen      | Rátóti Zoltán      |
| Yusuf Kama                            | William Nadylam     | Rajkai Zoltán      |
| Vinda Rosier                          | Poppy Corby-Tuech   | Fodor Annamária    |
| Bunty                                 | Victoria Yeates     | Bognár Anna        |
| Aberforth Dumbledore                  | Richard Coyle       | Dévai Balázs       |
| Frank Doyle                           | Wilf Scolding       | Medveczky Balázs   |
| Helmut                                | Aleksandr Kuznetsov | Böröndi Bence      |
| Anton Vogel                           | Oliver Masucci      | Rába Roland        |

## A film készítése

### Szereplőválogatás

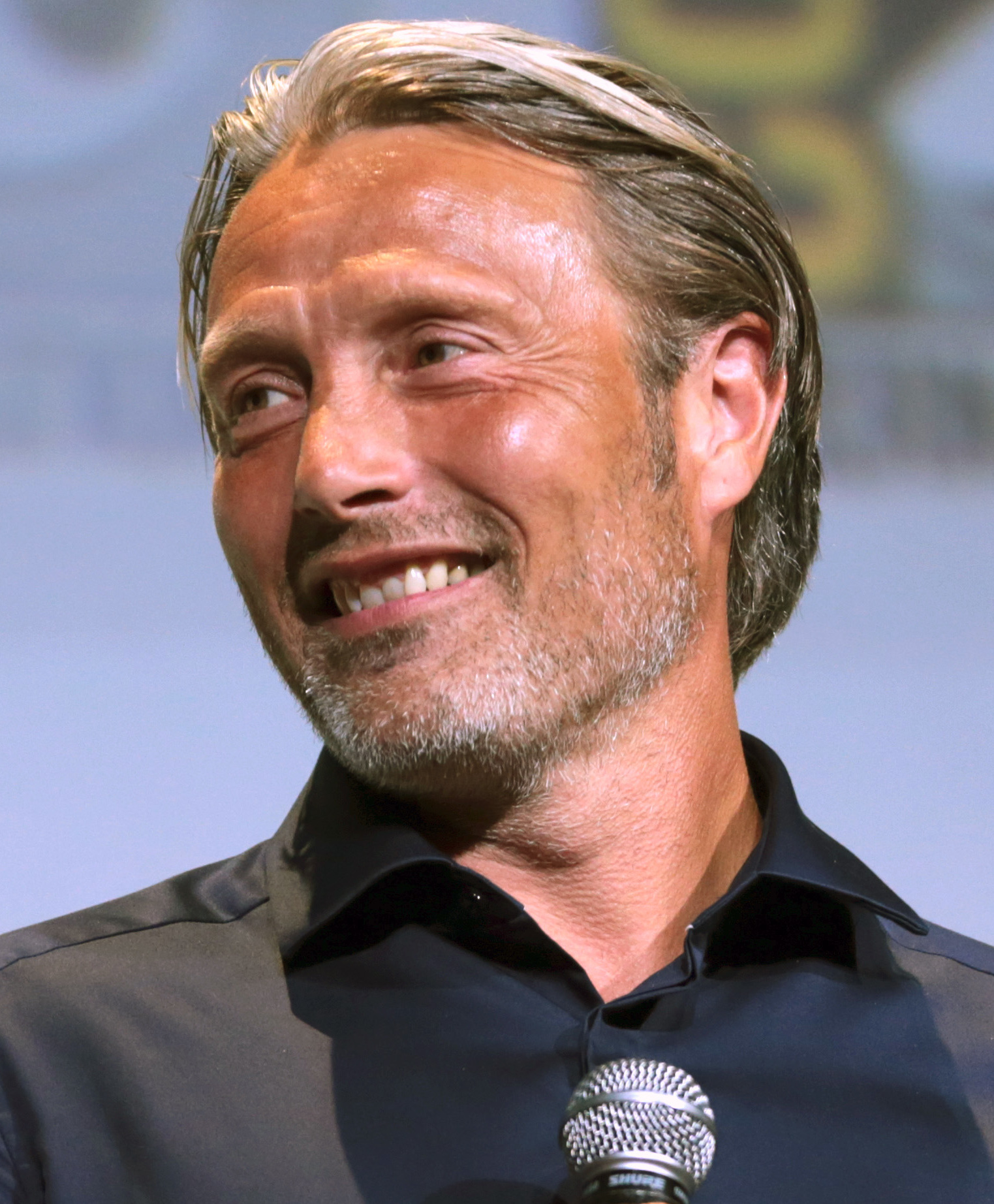
Mads Mikkelsen kapta meg Johnny Depp helyett Gellert Grindelwald szerepét.

2020 márciusában kiderült, hogy Jude Law, Johnny Depp, Ezra Miller, Alison Sudol, Dan Fogler, Callum Turner, Katherine Waterston, Claudia Kim és Jessica Williams Eddie Redmayne mellett újra eljátsszák korábbi filmekből ismert szerepüket. Kevin Guthrie, aki az első két részben Abernathyt játszotta, eredetileg visszatért volna, de még a forgatás megkezdése előtt kirúgták, mivel egy szexuális zaklatási ügyben indult tárgyalása és végül elítélték. 2020 novemberében Depp bejelentette, hogy nem fogja újra eljátszani Grindelwald szerepét, miután a Warner Bros. felkérte, hogy a Depp v News Group Newspapers Ltd. rágalmazási ügyből adódó negatív publicitás miatt távozzon. Depp csak egy jelenetet forgatott Londonban, miután a forgatás 2020 szeptemberében elkezdődött, és a szerződésében kikötötték, hogy attól függetlenül megkapja a fizetését, hogy a film elkészült-e vagy sem. Depp fizetése a hírek szerint valahol 10-16 millió dollár között volt. November 25-én a Warner Bros. bejelentette, hogy Mads Mikkelsen váltja Deppet Grindelwald szerepében. Mikkelsen úgy döntött, hogy nem követi Depp alakítását, és egy interjúban azt mondta, hogy ez „kreatív jellegű öngyilkosság” lenne, de elismerte, mégis szükség lesz „valamiféle áthidalásra a korábbi filmek között”.

### Forgatás
A forgatás 2020. március 16-án kezdődött volna, de a COVID-19 világjárvány miatt még aznap elhalasztották. A forgatás hivatalosan szeptember 20-án kezdődött, és biztonsági óvintézkedéseket tettek annak érdekében, hogy a szereplők és a stáb tagjai biztonságban legyenek a COVID-19-től. 2021. február 3-án az Egyesült Királyságban, a Warner Bros. Studios Leavesdenben leállították a forgatást, miután a stáb egyik tagjának tesztje pozitív lett. James Newton Howard zeneszerző még abban a hónapban megerősítette, hogy a forgatás befejeződött. Bár a film Berlinben és Bhutánban játszódik, a forgatás azonban nem valós helyszíneken zajlott. A díszleteket és helyszíneket a Warner Bros. Studios, Leavesden nagyszabású területein és hangszínpadain alakították ki és rekonstruálták.

## Megjelenés
A film világpremierjét 2022. március 29-én tartották a londoni Royal Festival Hallban. Lengyelországban és Ausztráliában 2022. április 7-én, az Egyesült Királyságban és Japánban 2022. április 8-án, Magyarországon 2022. április 14-én, az Amerikai Egyesült Államokban és Argentínában 2022. április 15-én, a Fülöp-szigeteken pedig 2022. április 16-án mutatták be. Az Egyesült Arab Emírségekben, Egyiptomban, Szaúd-Arábiában és Katarban 2022. április 28-án jelent meg. A film 45 nappal a mozibemutató után volt elérhető az HBO Max streaming-szolgáltatónál. A filmet 2D, IMAX, Dolby Cinema, 4DX és ScreenX formátumokban is bemutatták.
A film eredetileg 2021. november 12-én került volna a mozikba, de Depp távozása, Mikkelsen szerepének átdolgozása, valamint a COVID-19 világjárvány miatt a Warner Bros. 2022. július 15-re halasztotta a bemutatót. 2021 szeptemberében a film bemutatóját három hónappal előbbre, 2022. április 15-re helyezték. Később bejelentették, hogy a filmet egy héttel korábban, 2022. április 8-án mutatják be az Egyesült Királyságban és Írországban.

## Folytatás
A Legendás állatok-filmsorozatot eredetileg trilógiának tervezték, de 2016 októberében Rowling bejelentette, hogy a sorozat öt filmből fog állni, később pedig megerősítette, hogy a sorozat története az 1926 és 1945 között történt események történetéből fog állni. 2022 februárjában David Heyman producer elárulta, hogy a Legendás Állatok 4. részének forgatókönyvén még nem kezdtek el dolgozni. 2022 áprilisában a Variety arról számolt be, hogy az utolsó két rész megjelenése a Dumbledore titkai kritikai és kereskedelmi eredményeitől függ.